# Zosterop de les Samoa
El zosterop de les Samoa (Zosterops samoensis) és un ocell de la família dels zosteròpids (Zosteropidae).

## Hàbitat i distribució
Habita boscos i zones amb arbusts de les muntanyes de l'illa de Savai'i, a les Samoa occidentals.